# 필 라이넛
필 라이넛(영어: Phil Lynott, 1949년 8월 20일 ~ 1986년 1월 4일)은 아일랜드의 가수, 베이시스트, 작곡가였다. 그의 가장 상업적으로 성공한 그룹은 씬 리지로, 그는 창립 멤버, 주요 작곡가, 리드 보컬리스트, 베이시스트였다. 그는 독특한 피크 기반의 베이스 스타일과 노동계급 이야기와 개인적인 영향과 켈트 문화에서 끌어낸 수많은 등장인물들을 포함한 상상력 있는 서정적인 기여로 유명하다.
라이넛은 잉글랜드의 웨스트미들랜즈에서 태어났지만, 그의 조부모와 함께 더블린에서 자랐다. 그는 일생 동안 어머니 필로미나와 가까이 지냈다. 그는 리드 보컬로 게리 무어와 함께 스키드 로를 포함한 여러 밴드를 지휘했고, 1969년 베이스 기타를 배우고 씬 리지를 결성했다. 〈Whiskey in the Jar〉로 초기 성공을 거둔 후, 1970년대 중반 〈The Boys Are Back in Town〉, 〈Jailbreak〉, 〈Waiting an Alibi〉 등 여러 히트곡을 냈고, 라이넛의 보컬과 작곡 실력을 듀얼 리드 기타와 결합하여 인기 있는 라이브 어트랙션이 되었다. 1970년대 말, 라이넛은 솔로 활동을 시작했고, 두 권의 시집을 출판했으며, 씬 리지가 해체된 후 밴드 그랜드 슬램을 결성해 리드 보컬을 맡았다.
1980년대에, 라이넛은 점점 더 마약과 관련된 문제들, 특히 헤로인 중독을 겪었다. 1985년, 그는 1986년 죽기 전까지 무어와 함께 〈Out in the Fields〉라는 곡으로 마지막 차트 성공을 거두었고, 이어 마이너 히트곡 〈Nineteen〉이 뒤를 이었다. 그는 록계에서 인기 있는 인물로 남아 있고, 2005년에 그를 추모하는 동상이 더블린에 세워졌다.

## 어린 시절
필 라이넛은 잉글랜드 웨스트브로미치의 할람 병원에서 태어났고 버밍엄 셀리 파크의 세인트 에드워드 교회에서 세례를 받았다. 그의 어머니 필로미나 라이넛은 더블린에서 태어났고 그의 아버지 세실 패리스는 영국령 기아나(현 가이아나)의 조지타운 출신이었다. 필로미나는 1948년 버밍엄에서 일자리를 찾기 위해 영국으로 이주한 패리스를 만났고 패리스가 런던으로 전근 갈 때까지 몇 달 동안 사귀었다. 얼마 지나지 않아 필로메나는 자신이 임신한 것을 발견했고, 라이넛이 태어난 후 아기와 함께 셀리 파크에 있는 미혼모들을 위한 집으로 이사했고, 그곳에서 9월 4일 세례를 받았다. 필로미나는 이후 맨체스터로 옮겼지만 아들의 지원금을 지불하는 것을 도운 패리스와 계속 연락을 취했다. 그녀는 그 후 입양을 포기한 두 명의 다른 아이들을 낳았다. 비록 그는 심각한 인종차별을 겪지 않았지만, 리노트는 그의 학교 친구들과 다르다고 느꼈고 더 자의식이 강했다.

## 경력

### 씬 리지

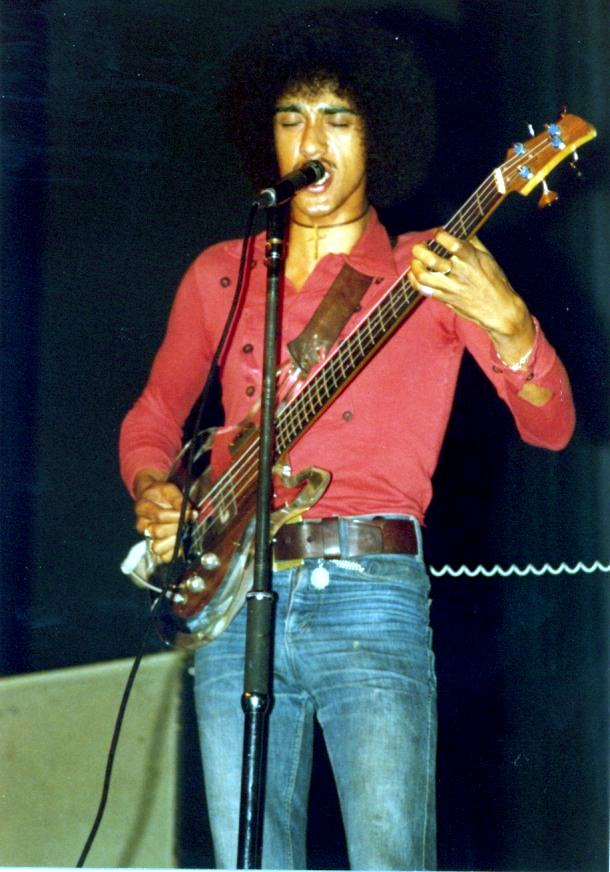
1972년 독일 프랑크푸르트에서 씬 리지의 라이넛

1969년 말, 라이넛과 브라이언 다우니는 밴드 뎀의 창립 멤버였던 키보디스트 에릭 릭슨을 통해 기타리스트 에릭 벨을 소개받았다. 벨은 후기 라인업의 뎀에서 활동한 바 있었다. 라이넛과 다우니는 벨이 더 나은 기타리스트라고 판단했고, 라이넛이 베이스 연주에 자신감을 갖게 되면서 네 사람은 씬 리지를 결성하게 되었다. 밴드 이름은 만화 《댄디》에 등장하는 캐릭터 '씬 리지(Thin Lizzy)'에서 따왔으며, 이 캐릭터의 이름은 포드 모델 T 자동차의 별명에서 유래한 것이다. 더블린 억양에서 'thin'이 'tin'처럼 발음되는 점을 반영해, 밴드 이름에는 의도적으로 H가 삽입되었다. 이후 라이넛은 헨리 포드가 했다고 전해지는 말, "검정색만 있다면 어떤 색이든 상관없다(Any colour you like as long as it's black)"를 접하게 되었고, 이 문구가 자신과 잘 어울린다고 느꼈다. 밴드는 1970년 7월, 첫 번째 싱글 〈The Farmer〉를 발표했으나, 릭슨은 나머지 멤버들로부터 필요하지 않다는 판단을 받고 밴드를 떠났다.
밴드의 초창기 시절, 라이넛은 보컬이자 베이시스트, 주요 작곡가였음에도 불구하고 무대 위에서는 상당히 내성적이고 조용한 편이었으며, 무대 한쪽에 서 있는 경우가 많았다. 반면, 스포트라이트는 밴드의 리더로 여겨졌던 벨에게 집중되었다. 1972년 두 번째 음반 《Shades of a Blue Orphanage》를 녹음하던 중, 라이넛은 딥 퍼플의 리치 블랙모어와 이언 페이스와 함께 베이비 페이스라는 새로운 밴드를 결성하기 위해 씬 리지를 떠날 뻔했다. 다우니는 "어느 날 리치가 녹음실에 들러 잼을 하게 되었죠. 저는 필과 리치가 함께 연주하는 가운데 드럼을 연주해 달라는 요청을 받았습니다. 저와 에릭은 서로를 바라보며 '이걸로 밴드는 끝났구나'라고 생각했죠."라고 회상했다. 그러나 일주일 후, 라이넛은 아무 일도 없었다는 듯이 밴드로 돌아왔고, 그는 “다른 사람 밴드의 보컬이 아니라, 자기 자신의 밴드의 리더가 되고 싶어 했다”고 전해진다. 재정적으로 극심한 어려움을 겪던 씬 리지는 이후 펑키 정션이라는 이름으로 딥 퍼플 커버 음반을 녹음하게 된다. 다만, 이 음반에서 라이넛은 보컬을 맡지 않았는데, 이언 길런과는 스타일이 다르다는 이유로 자신의 목소리가 어울리지 않는다고 판단했기 때문이었다.
1972년 말경, 씬 리지는 슬레이드의 영국 투어 오프닝 밴드로 참여하게 되면서 처음으로 본격적인 주목을 받았다. 당시 슬레이드는 상업적 성공의 정점에 다다르고 있던 시기였다. 슬레이드의 보컬리스트 노디 홀더가 착용한 거울 장식의 실크 해트에서 영감을 받은 라이넛은 자신의 베이스에 거울을 부착했고, 이는 이후의 투어에서도 계속 사용되었다. 투어 첫날 밤, 라이넛은 슬레이드의 매니저 채스 챈들러와 마찰을 빚었다. 챈들러는 라이넛의 부족한 무대 존재감과 관객과의 교감을 지적하며, 개선이 즉시 이루어지지 않으면 씬 리지를 투어에서 제외시키겠다고 경고했다. 이 일을 계기로 라이넛은 이후 10년 동안 밴드의 트레이드마크가 된 무대 매너와 관객과의 유대를 본격적으로 발전시켜 나가게 되었다.

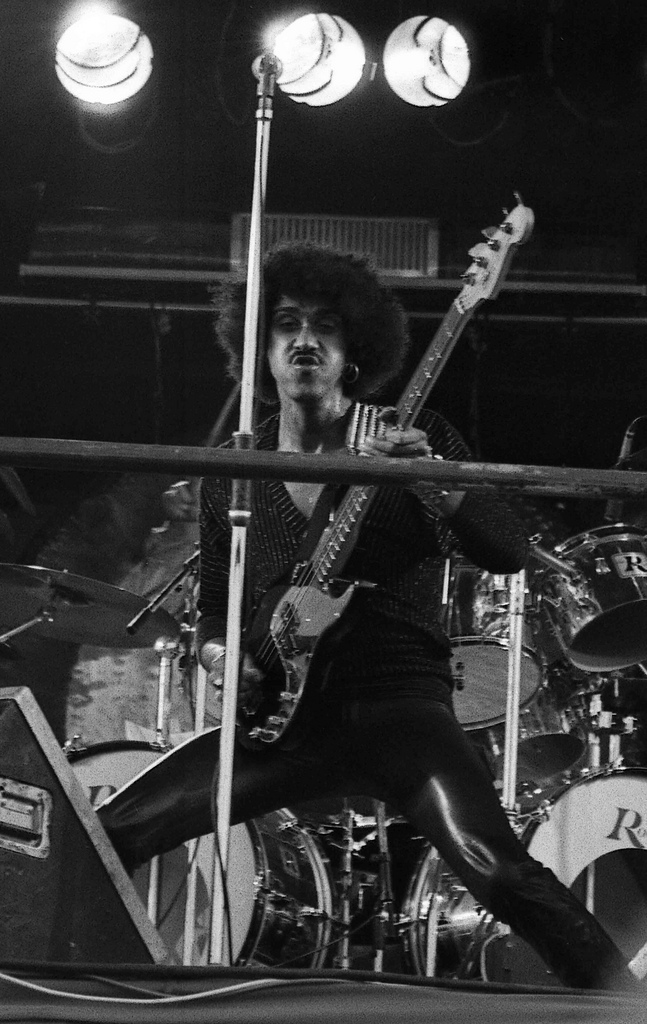
1978년, 네덜란드에서 씬 리지와 함께 무대에 오른 라이넛

씬 리지는 1973년, 아일랜드 전통 민요 〈Whiskey in the Jar〉를 록 버전으로 편곡해 발표하면서 첫 번째 톱 10 히트를 기록했다. 이 싱글에는 아일랜드 출신 아티스트이자 친구인 짐 피츠패트릭이 디자인한 커버가 사용되었다. 하지만 후속 싱글들은 차트에 진입하지 못했고, 벨이 탈퇴한 뒤 곧이어 그를 대신해 무어가 합류했으며, 잠시 동안 다우니도 탈퇴하게 되면서, 씬 리지는 1974년 중반까지 거의 해체 직전의 상황에 몰렸다. 이후 기타리스트 스콧 고럼과 브라이언 로버트슨을 영입하고, 1976년 《Jailbreak》를 발표하면서 씬 리지는 국제적인 슈퍼스타로 도약하게 된다. 이 음반에 수록된 최대 히트곡 〈The Boys Are Back in Town〉은 영국에서 톱 10에 들었고, 아일랜드에서는 1위를 차지했으며, 미국과 캐나다에서도 인기를 얻었다. 하지만 레인보우와의 투어 중 라이넛이 간염에 걸리면서 밴드는 투어를 취소해야 했다.
라이넛은 투어 도중 씬 리지의 오프닝 밴드였던 클로버의 멤버 휴이 루이스와 친분을 쌓았다. 루이스는 라이넛의 프론트맨으로서의 역량에 깊은 인상을 받았고, 그로부터 자극을 받아 무대에서 더 나은 퍼포먼스를 하게 되었으며, 훗날 1980년대에 상업적 성공을 거두게 되었다. 〈Cowboy Song〉과 〈Massacre〉를 비롯한 라이넛의 몇몇 곡들은 밴드의 미국 투어 경험에서 영향을 받았으며, 그는 특히 로스앤젤레스에 각별한 애정을 가지고 있었다.
마침내 주류 음악계에서 성공을 거둔 씬 리지는 연이은 월드 투어를 시작했다. 밴드는 《Jailbreak》의 성공을 바탕으로 《Johnny the Fox》 (1976년), 《Bad Reputation》 (1977년), 《Black Rose: A Rock Legend》 (1979년), 그리고 커버에 라이넛이 전면에 등장하는 라이브 음반 《Live and Dangerous》 (1978년) 등 일련의 히트 음반을 발표했다. 그러나 밴드는 인원 변동에 시달렸는데, 1976년에 로버트슨이 잠시 무어로 교체되었고, 다음 해에는 개인적인 불화로 인해 무어가 영구적으로 그를 대체하게 되었다.

## 투병 및 사망

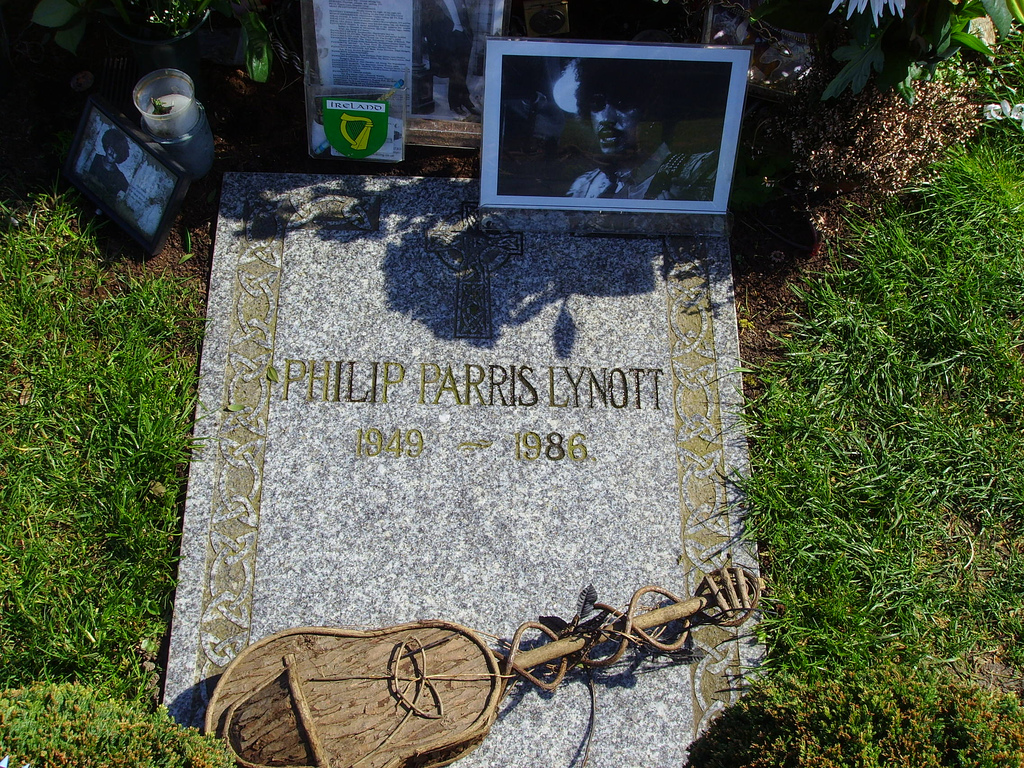
더블린 세인트 핀탄 묘지에 있는 라이넛의 무덤

라이넛의 말년은 약물과 알코올 의존증의 영향을 많이 받아 1985년 12월 25일, 큐에 있는 그의 집에서 쓰러졌다. 그는 헤로인에 중독된 것을 몰랐던 그의 어머니에 의해 발견되었다. 그녀는 그 사실을 알고 있는 그의 아내 캐롤라인에게 연락했고 즉시 문제가 심각하다는 것을 알아냈다. 캐롤라인이 그를 샤프츠베리 근처 이스트노일에 있는 클라우드 하우스에 있는 약물 클리닉으로 차로 데려다 준 후, 그는 패혈증을 앓고 있다는 진단을 받은 솔즈베리 병원으로 옮겨졌다. 비록 그는 어머니에게 말할 수 있을 정도로 의식을 회복했지만, 새해가 시작될 때까지 그의 상태는 악화되었고 그는 인공호흡기를 착용했다. 1986년 1월 4일 폐렴과 패혈증으로 사망했다.
라이넛의 장례식은 1월 9일, 리치먼드의 세인트 엘리자베스 교회에서 열렸으며, 씬 리지의 전 멤버들 대부분이 참석한 가운데 1월 11일에는 핑걸주의 하우스 패리시 교회에서 두 번째 예배가 있었고, 코미디언 레슬리 크라우더가 참석했다. 그는 더블린 서턴에 있는 세인트 핀탄 묘지에 묻혔다.

## 음반 목록

### 씬 리지
- 《Thin Lizzy》 (1971년)
- 《Shades of a Blue Orphanage》 (1972년)
- 《Vagabonds of the Western World》 (1973년)
- 《Nightlife》 (1974년)
- 《Fighting》 (1975년)
- 《Jailbreak》 (1976년)
- 《Johnny the Fox》 (1976년)
- 《Bad Reputation》 (1977년)
- 《Live and Dangerous》 (1978년)
- 《Black Rose: A Rock Legend》 (1979년)
- 《Chinatown》 (1980년)
- 《Renegade》 (1981년)
- 《Thunder and Lightning》 (1983년)

## 같이 보기
- 게리 무어